# Gaylussacia bigeloviana
Gaylussacia bigeloviana är en ljungväxtart som först beskrevs av Merritt Lyndon Fernald, och fick sitt nu gällande namn av Sorrie och Weakley. Gaylussacia bigeloviana ingår i släktet Gaylussacia och familjen ljungväxter. Inga underarter finns listade i Catalogue of Life.